# Psi Factor: Crónicas de lo paranormal
PSI Factor: Crónicas de lo paranormal (título original: PSI Factor - Chronicles of the Paranormal) es una serie de televisión de misterio que se produjo en Canadá entre 1996 y 2000. Tiene cuatro temporadas y contiene un total de 88 episodios.

## Argumento
En la serie, el O.S.I.R. (Office of Scientific Investigation and Research), un equipo de científicos y expertos, está investigando los más diversos fenómenos raros o paranormales. Cada caso es presentado antes del comienzo por Dan Aykroyd como moderador y también comentado brevemente por él al final. En la primera temporada, se mostraron dos casos cortos por episodio. En las temporadas posteriores se mostró sin embargo solo un caso por episodio. Se dice en la serie que los casos se basan en hechos reales.

## Reparto
| Actor               | Personaje           | Notas |
| ------------------- | ------------------- | --- |
| Dan Aykroyd         | Él mismo            | Actúa como moderador y narrador en todos los episodios de la serie. (88 episodios)                                                             |
| Paul Miller         | Connor Doyle        | Es el líder del equipo del O.S.I.R. durante la primera temporada. (23 episodios)                                                               |
| Matt Frewer         | Matt Praeger        | Cuando desaparece Connor Doyle en la primera temporada, él asume el mando del equipo durante la segunda y la tercera temporada. (49 episodios) |
| Colin Fox           | Anton Hendricks     | Es el médico del grupo. Asume el mando del equipo en la cuarta temporada. (88 episodios)                                                       |
| Nancy Anne Sakovich | Lindsay Donner      | Es la científica del grupo. (88 episodios) |
| Barclay Hope        | Peter Axon          | Es el científico del grupo. (88 episodios) |
| Soo Garay           | Dr. Claire Davidson | 54 episodios |
| Nigel Bennett       | Frank Elsinger      | Es el director del O.S.I.R., que tiene una agenda misteriosa. (39 episodios)                                                                   |
| Maurice Dean Wint   | Dr. Curtis Rollins  | 28 episodios |
| Michael Moriarty    | Michael Kelly       | Ayuda al equipo de vez en cuando, pero también combate corrupción que hay dentro del O.S.I.R.. (10 episodios)                                  |

## Producción
Después de que la serie The X-Files creara un fenómeno de extraterrestres y de misterio en la década de 1990, otros también intentaron subirse al carro. Esto incluía también esta serie.